# Nagyrábé

Nagyrábé nagyközség Hajdú-Bihar vármegye Püspökladányi járásában.

## Fekvése
A település a vármegye bihari részének sárréti tájegységén fekszik, Berettyóújfalu és Püspökladány között, mindkét várostól közel azonos (nagyjából 18-20 kilométeres) távolságra.
Lakott területéhez igazából csak két település van közel, Bihardancsháza észak-északnyugat, illetve Bihartorda észak-északkelet felől, de külterületei a központjától messze elnyúlnak, főleg északi és keleti irányban. Ily módon határos északon Sáppal, keleten Bakonszeggel, délkeleten Zsákával, délen Darvassal, délnyugaton Füzesgyarmattal, nyugaton Biharnagybajommal és északnyugaton Báránddal, továbbá kevés a híja, hogy nem határos északon még Földessel is.

### Megközelítése
A településen nyugat-keleti irányban végighalad a Biharnagybajom-Berettyóújfalu közt húzódó 4213-as út, ez a legfontosabb közúti megközelítési útvonala a 4-es és a 47-es főút felől is. Bihardancsházával a 4226-os út köti össze, a központjáról délre eső tanyavilágba a 42 113-as számú mellékút vezet.
Vasútvonal nem érinti, a legközelebbi vasútállomások Sápon és Biharnagybajomban találhatók: a Püspökladány–Biharkeresztes-vasútvonal Sáp vasútállomása, illetve a Kötegyán–Püspökladány-vasútvonal Biharnagybajom vasútállomása.

## Története
Nagyrábé a Nagysárréthez tartozó község. Igen régóta lakott hely. A régészeti leletek tanúsága szerint a község helyén már Kr. e. 2500-2300-ban település létezett. A nádasokból és mocsarakból kiemelkedő gerinceket, földhátakat a honfoglaló magyarok is alkalmasnak találták lakóhelyül. Nagyrábét először a Váradi regestrum említette 1215-ben, Rábé néven. A helyi hagyomány szerint az első Nagyrábé a Berettyó szigetén épült. A Váradi Regestrumban első okleveles emlitése 1332-ben történik. Ekkor már egyháza, plébánosa volt.
A község sokáig a Rábéi család birtoka volt, később rövid ideig itt volt birtokos Werbőczy István is, a 16. században pedig a Bajoniak voltak a birtokosok.
A törökök kétszer is elpusztították Rábét templomával együtt, de újraépült. (A vele szinte egybenőtt Rétszentmiklóst és Dancsházát – amelyekkel a Rábéiak közösen építettek templomot – az 1659-es "Szejdi-dúlás" végképp eltörölte a föld színéről). Még a Rákóczi-szabadságharc idejére sem települt újra teljesen.
A török kiűzése, az ország XVII. század végi felszabadulása után a katolikus egyház visszaszerezte vagyonát, a váradi egyházi uradalomról készült első, 1703-as összeírás Nagyrábét teljes egészében püspöki birtokként említi.
Nagyrábé lakossága a nagybirtokok árnyékában indult el a polgárosodás útján. A nagyváradi római katolikus püspökség és a Des Echerolles Kruspér család birtokolta a község földterületének kétharmadát, így lehetőségük volt befolyásolni a község gazdaságának és társadalmi fejlődésének irányát. A község elöljárói és összes lakossága 1852 novemberében az uradalom képviselőjével aláírta az úrbéri egyezséget.
A népesség folyamatosan növekedett – az egyetlen visszaesés 1920-ban volt – a tetőpontot 1960-ban érte el. A község életét, gazdálkodását több ízben zavarta meg a Berettyó áradása, a szabályozási munkálatok 1879-re fejeződtek be.
Nagyrábé lakosságának több mint kilencven százaléka református, ma is használt copf-stílusú református temploma 1809-ben épült, az elemi iskola 1945 előtt az egyház kezelésében működött.
A trianoni békediktátum és az 1929–33-as gazdasági válság nehéz évek elé állította a magyar gazdaságot és társadalmat. A bihari résznek, így Nagyrábénak is komoly gondot okozott Nagyvárad elcsatolása: elvesztették megyei központjukat. A második világháború újabb súlyos megpróbáltatásokat hozott a település életében. A harcok során meghalt negyven polgári személy, és jelentős károkat szenvedett a község épületállománya.
A község hosszú, közel nyolc évszázados történelme során, a kiterjedt vízi világ védelmében mindvégig népességtartó hely tudott maradni. Népessége a török kiűzése után, a XVII. század végén indult dinamikus növekedésnek, 1785-ben 1192, 1869-ben 2101 lakosnak, s a XX. század elején már több mint háromezer főnek, s növekedésének csúcspontján, az 1949. évi népszámlálás idején már 3814 főnek adott otthont. Míg 1970-ben közel 3000 éltek itt, 2015. január 1-én 2136 lakosa van a falunak. Nagyrábén mintegy kétszázhatvan fős roma kisebbség él, amely a népesség mintegy 10-15 százalékát adja

## Nevezetességei
A község középpontjában áll az 1809-ben épült zsindelyfedésű református templom védett műemlék, Györfi Sándor szobrászművész második világháborús emlékműve a Sárrét egykor jellegzetes madarával, a daruval, mely az egykori piactéren kialakított parkban áll. Érdekes látványosság a Des Echerolles család hajdani kastélya Archiválva 2019. augusztus 26-i dátummal a Wayback Machine-ben, amely helyenként középkori hangulatú, néhol saroktornyokkal tagolt, összességében kicsit franciás, romantikus kastély.
Füstpusztán a múlt tanúfája a 250-300 éves kocsányos tölgy, védett természeti érték, amely az ott lévő kastéllyal harmonikusan illeszkedve emlékeztet az egykor angol tájkép stílusban kialakított parkra.
A Művelődési Ház parkjában álló tájház az itt élő emberek egykori életvitelébe nyújt betekintést. Az Önkormányzat szépen felújított épületének 1996-ban készült székely kapuja Sófalvi Árpád korondi fafaragó munkája.
A tájházak mögötti soron 2020 és 2022 között  Temetői és Holocaust Emlékmű épült, mintegy 50 nm-en. Tervezte: Csillag Endre, kivitelezte: Veress Zoltán rábéi kőfaragó, Bene István földesi géplakatos mester, Gáll Gyula rábéi festő és mázoló mester. Finanszírozta: Csillag Endre, Veress Zoltán és az Önkormányzat.
A település mind természeti, építészeti, mind néprajzi oldalról vonzó idegenforgalmi lehetőségekkel rendelkezik. Területére kiterjed a Bihari-sík Tájvédelmi körzet. Bihardancsháza felé eső határrészén előfordul hazánk legnagyobb testű madara, a túzok.

## Népesség
A település népességének változása:
| Lakosok száma | 2164 | 2167 | 2136 | 1933 | 1885 | 1862 | 1861 |
|               | 2013 | 2014 | 2015 | 2021 | 2022 | 2023 | 2024 |

A 2011-es népszámlálás során a lakosok 86,5%-a magyarnak, 6,5% cigánynak mondta magát (13,5% nem nyilatkozott; a kettős identitások miatt a végösszeg nagyobb lehet 100%-nál). A vallási megoszlás a következő volt: római katolikus 3,1%, református 54,5%, felekezeten kívüli 17,9% (23,6% nem válaszolt).
2021. január 1-én a település állandó lakossága 2059 fő volt.
2022. január 1-én a település állandó lakossága 2022 fő volt.
2022-ben a lakosság 95,2%-a vallotta magát magyarnak, 8,1% cigánynak, 0,6% németnek, 0,3% ukránnak, 0,2% románnak, 0,1-0,1% lengyelnek, örménynek, ruszinnak és szlováknak, 1,4% egyéb, nem hazai nemzetiségűnek (4,8% nem nyilatkozott; a kettős identitások miatt a végösszeg nagyobb lehet 100%-nál). Vallásuk szerint 56,1% volt református, 2,2% római katolikus, 0,4% görög katolikus, 0,6% egyéb keresztény, 0,2% egyéb katolikus, 0,1% ortodox, 13% felekezeten kívüli (27,3% nem válaszolt).

## Híres emberek
- Itt született Bay Gyula színművész, rendező, író
- Itt született Nagy Károly újságíró, író

## Közélete

### Polgármesterei
| Időszak   | Polgármester      | Párt        | Megjegyzés |
| --------- | ----------------- | ----------- | ---------- |
| 1990–1994 | Józsa Kálmán      | független   |            |
| 1994–1998 | Józsa Kálmán      | független   |            |
| 1998–2002 | Józsa Kálmán      | független   |            |
| 2002–2006 | Józsa Kálmán      | független   |            |
| 2006–2010 | Gyarmati Sándorné | független   |            |
| 2010–2014 | Gyarmati Sándorné | független   |            |
| 2014–2019 | Tiszai Károly     | Fidesz-KDNP |            |
| 2019–2024 | Tiszai Károly     | Fidesz-KDNP |            |
| 2024–     | Major József      | független   |            |

2024. október 1-től Major József vezeti a települést, aki 2007 és 2019 között Bihardancsháza polgármestere volt.

## A település rendezvényei, szellemi értékei
Rendezvények:
Sárrét Íze Fesztivál – A "sárrét" legnagyobb gasztronómiai fesztiválja, amely mára már országos hírű. A rendezvényt a Földművelésügyi és a Vidékfejlesztési Minisztérium is kiemelt jelentőségű hagyományőrző rendezvényként tartja számon. Minden év április utolsó szombatján kerül megrendezésre. A rendezvény keretében megrendezett "főzőversenyre" benevezett csapatok száma közel 100, évről évre többen vannak. A zsűri tagjai olimpiai és világbajnok érmes séfek.
A több évtizede megrendezett "Nagyrábéról elszármazottak találkozója" – mely 2016-tól a "Sárrét-Íze Fesztivál" előestéjén kerül megrendezésre minden évben.
A falu apraját nagyját megmozgató "Szüreti Felvonulás" – több mint négy évtizede minden év októberének első szombatján.
A "Kistérségi Ifjúsági Találkozók" évente február és augusztus hónapokban, mely a térség fiataljainak kulturális találkozói.
Nyugdíjas nap, nyugdíjasok megyei színjátszó fesztiválja, családi napok, adventi készülődések... a művelődési házban folyó színes, gazdag aktuális időszakhoz igazodó programok.
Szellemi értékek:
A Nagyrábéi Baráti Kör és Egyesület tagjai által írt és szerkesztett Nagyrábéi Falukönyv három kötete, a nagyrábéi képes (fotó) könyv.
Az Arany Páva-díjas Pávakör, a Citera együttes, a szövőkör működése.
Közösségi élet: civil szervezetek rendezvényei, a Nők népfőiskolája, a nemzetközi fesztiválokra érkező hazai és külföldi csoportok műsora, a Nagyrábéi Művésztelep, az állandó kiállítások, az oktatási intézményekben folyó igényes munka, gazdag az értékteremtő és hagyományőrző tevékenység.
A Barangoló Ifjúsági és Kulturális egyesület (BIKE) szellemi-kulturális tevékenysége, már több mint 10 éve.
A Petőfi Sportkör Nagyrábé Archiválva 2020. november 14-i dátummal a Wayback Machine-ben – 1945 évi alapítása óta végzett sikeres sporttevékenysége (szakosztályok: labdarúgás, birkózás, asztalitenisz, sakk)

## Település adatai
Település típusa: Nagyközség
Közigazgatási terület: 8541 hektár. Belterület: 213 hektár. Zártkert: 73 hektár.
Magassági pontok: Református templom falicsapja 91,581 m, Echerolles kastély falicsapja 90,624 m, Malomépület 89,947 m.
Koordináta: Református templom North lat 47 12.36 East long 21 19.28
Népesség: 2136 fő (2015 évben) 2, ami akkori Magyarország népességének 0,02%-a (Hajdú-Bihar megyének 0,4%-a). Népsűrűsége 25 fő/km2.
Népcsoportok: 2011-ben a település lakosságának 93%-a magyar, 7%-a cigány nemzetiségűnek vallotta magát.
Lakás állomány: 937, népességet figyelembe véve, ez 2,3 fő per lakás.

## Közintézmények
- Nagyrábéi Közös Önkormányzati Hivatal

4173 Nagyrábé, Kossuth Lajos út 5.
Telefon/fax: 54/477-020
E-mail: hivatal@nagyrabe.hu
Web: www.nagyrabe.hu
- Kossuth Lajos Művelődési Ház és Könyvtár

4173 Nagyrábé, Rétszentmiklósi út 2/c
- Nagyrábéi Óvoda – Bölcsőde, Családsegitő és Gyermekjóléti szolgálat

4173 Nagyrábé, Rétszentmiklósi út 2/c
- Móricz Zsigmond Általános Iskola

4173 Nagyrábé, Rétszentmiklósi út 2/c
- 1. és 2. sz. háziorvosi körzet – orvosi rendelői, fogorvosi rendelő, védőnői szolgálat

4173 Nagyrábé, Kossuth Lajos út 50.
- Állatorvosi rendelő

4173 Nagyrábé, Rétszentmiklósi 8.
- Gyógyszertár

4173 Nagyrábé, Kossuth Lajos út 15.
- Idősek Napközi Otthona – Segitő Kezek szociális szolgálat központ

4173 Nagyrábé, Arany János út 19.
- Petőfi Sportkör Nagyrábé Archiválva 2020. november 14-i dátummal a Wayback Machine-ben

4173 Nagyrábé, Kossuth Lajos út 5. (sportpálya: 4173 Nagyrábé, Rákóczi utca 8.)